# 冯宅
29°59′12.2″N 121°27′01.8″E / 29.986722°N 121.450500°E
冯宅是浙江省宁波市境内的一处古建筑，位于江北区慈城镇境内，为全国重点文物保护单位慈城古建筑群的组成部分，现为俞宅的一部分。
建筑为明代风格，由台门、倒厅、二门、正厅、左右厢房，西侧偏房和西院所组成，是宁波境内典型的明代建筑。